# Frank Belknap Long
Frank Belknap Long (27 de abril de 1901 – 3 de enero de 1994) fue un prolífico narrador y poeta estadounidense. Escribió fantasía, terror, ciencia ficción, novela gótica, libros de cómic y no-ficción. Aunque su carrera de escritor se extiende a lo largo de siete décadas, es conocido principalmente por sus relatos de horror y ciencia ficción, incluyendo su contribución a los Mitos de Cthulhu. Durante su vida, Long recibió importantes premios como el World Fantasy Award for Life Achievement (1978), el Bram Stoker Award (1987) y el First Fandom Hall of Fame Award (1977).

## Biografía

### Años de formación
Frank Belknap Long vivió siempre en Nueva York, ciudad donde había nacido en 1901. Creció en Harlem (Manhattan), siendo educado en las escuelas públicas de la ciudad. De niño se mostró fascinado por la historia natural, y pasaba el tiempo llevando al papel sus sueños sobre escapar de casa y explorar las selvas amazónicas. De hecho, si bien la escritura ha llenado toda su vida, alguna vez dejó dicho que «tan importante como escribir hubiese sido haber disfrutado de una buena posición en el campo que siempre ha ejercido un poderoso influjo sobre mí, como es la historia natural». En sus últimas décadas, trabajó activamente en la asociación de prensa United Amateur Press Association (Asociación Unificada de la Prensa Amateur). El relato de Long The Eye Above the Mantel (El ojo sobre la chimenea, 1921), publicado en la The United Amateur llamó la atención de Howard Phillips Lovecraft, dando origen a una relación de amistad y epistolar que duraría hasta la muerte de Lovecraft, en 1937. Éste lo llamaría «Belknapius».
Long asistió brevemente a la Universidad de Nueva York, entre 1920 y 1921, para estudiar periodismo. En 1921 sufrió un grave ataque de apendicitis que desembocó en una peritonitis que casi acaba con él. Pasó un año en el New York's Roosevelt Hospital (Hospital Roosevelt de Nueva York). La proximidad de la muerte le convenció de dejar la universidad e iniciar una carrera de escritor independiente.

### Primeros escritos
En 1923, a los 22 años, vendió su primer relato The Desert Lich (El liche del desierto), a la famosa revista pulp Weird Tales. A lo largo de cuarenta años contribuiría a menudo con este tipo de revistas pulp (también lo hizo con Astounding Science Fiction), donde publicó además artículos de no-ficción. Su primer libro, A Man from Genoa and Other Poems, fue publicado en 1926.
Long se libró de acudir a la Segunda Guerra Mundial por una ligera discapacidad, lo que le permitió escribir durante toda la década de 1940.

### Madurez

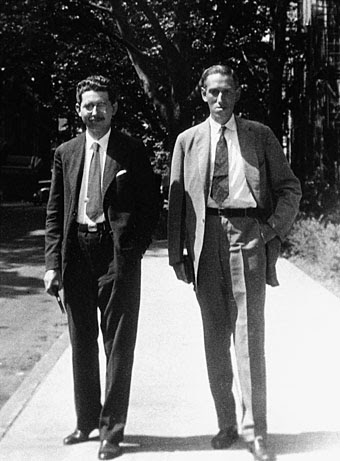
H. P. Lovecraft y Frank Belknap Long en Brooklyn en 1931.

Durante la década de 1950, trabajó como editor asociado para las revistas Satellite Science Fiction, Short Story y Mike Shayne's Mystery Magazine. Escribió historietas de horror para Adventures Into the Unknown (ACG), y guiones para Superman, Green Lantern y Captain Marvel.
Long evolucionó con el tiempo. Con el declive de las revistas pulp, empezó a escribir ciencia ficción y novela gótica bajo los pseudónimos de Lyda Belknap Long (el nombre de su mujer) y Leslie Northern. Publicó asimismo antologías de sus relatos como The Hounds of Tindalos (Los perros de Tíndalos) y Night Fear (Miedo nocturno), y libros de poemas como In Mayan Splendor (En el esplendor maya); también, una biografía de Lovecraft: Howard Phillips Lovecraft: Dreamer on the Night Side (Howard Philips Lovecraft: soñador en el lado de la noche), y su propia autobiografía: Autobiographical Memoir (Necronomicon Press, 1986).
Contrajo matrimonio con Lyda Arco en 1960 y el matrimonio no se separó hasta la muerte de Long, en 1994. No tuvieron hijos. A pesar de ser escritor fantástico, Long se autodefinía como agnóstico. Dejó escrito que siempre compartió con Lovecraft su escepticismo acerca del género de fenómenos llamados sobrenaturales, y sobre lo que comúnmente se entiende como lo oculto.
Pese a su febril carrera literaria, Long murió prácticamente en la pobreza. Sus seguidores contribuyeron con 3.000 dólares para costearle una sepultura digna.

## Obra
Su obra incluye 25 novelas, 150 relatos, algunos de ellos repartidos entre ocho libros diferentes, tres colecciones poéticas, y numerosos artículos periodísticos y guiones de cómics. El escritor de ciencia ficción Ray Bradbury proclamó en sus memorias: «La ciencia ficción en los Estados Unidos no puede entenderse sin la contribución de Frank Belknap Long. Conoció a la mayor parte de los escritores del género, ya fuese personalmente o por carta, y con su propio trabajo ayudó a desarrollar un campo en el que la mayoría estábamos todavía en pañales».
Long formó parte desde sus orígenes en el llamado Círculo de Lovecraft (Lovecraft circle), junto a Robert Bloch, August Derleth, Robert E. Howard, Henry Kuttner, Clark Ashton Smith y Donald Wandrei, con los cuales mantuvo una intensa relación epistolar. Dentro del círculo era conocido como Belknapius.
Su relato más famoso, incluido en la igualmente célebre antología en castellano Los mitos de Cthulhu (Alianza Editorial), posiblemente sea The Hounds of Tindalos (Los perros de Tíndalos). El relato trata de una jauría de inmundas bestias extraterrestres «emergiendo a través de extraños ángulos y oscuros nichos de un espacio de geometría no euclidiana que es anterior a la noche de los tiempos».